# Chuang-lung
Chuang-lung (čínsky pchin-jinem Huánglóng, znaky 黄龙, tibetsky: གསེར་མཚོ་, wylie: gser mtsho; Ser-ccho) je název přírodní oblasti na severu čínské provincie S’-čchuan v tibetské prefektuře Ngawa, znamená Zlatý drak. V oblasti žijí některé přísně chráněné druhy jako panda velká či langur čínský (Rhinopithecus roxellana). Širší veřejnosti je oblast Chuang-lungu známá především díky svým přírodním kalcitovým bazénkům. Oblast je bohatá na lesy, sněžné hory, vodopády a horké prameny.
Od roku 1992 je Chuang-lung součástí světového dědictví UNESCO.

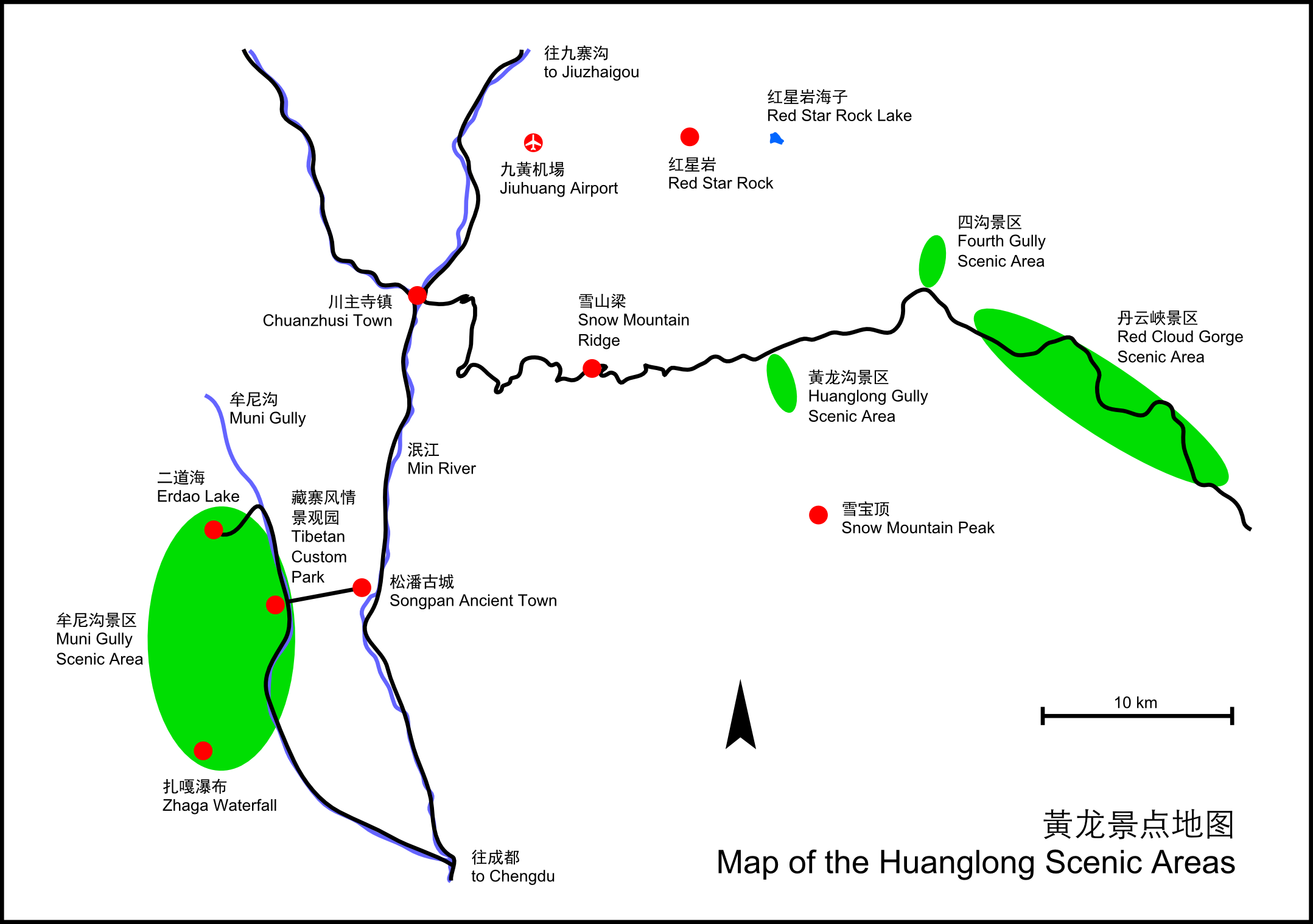
mapa přírodní oblasti Chuang-lung

## Geografie
Oblast má rozlohu 1830 km2 a nadmořská výška se pohybuje mezi 1700 a 5588 metry nad mořem.
Mezi nejznámější místa patří:
- údolí Chuang-lung
- rodle Tan-jün (Rumělková oblaka)
- údolí Mu-ni
- hora Süe-pao (5 588 m)
- hřeben hory Süe-pao
- skála Chung-sing (Rudá hvězda)
- Čtyři rokle (S’-kou)

|    | Přírodní atrakce                  | Název v čínštině | nadmořská výška | poznámky                  |
| -- | --------------------------------- | ---------------- | --------------- | ------------------------- |
| 1  | Uvítací jezírka                   | 迎宾池           | 3120 m          | více než 350 jezírek      |
| 2  | Zázračný létající vodopád         | 飞瀑流辉         | 3245 m          | 14 m vysoký a 68 m široký |
| 3  | Jezero Lien-jen                   | 潋滟湖           |                 | rozloha 2 km2             |
| 4  | Lotosová terasa a létající jezero | 莲台飞瀑         | 3140 m          | 45 m vysoký a 19 m široký |
| 5  | Koupací jeskyně                   | 洗身洞           | 3280 m          | 1 m vysoká 1,5 m široká   |
| 6  | Chodník ze zlatého písku          | 金沙铺地         | 3305 m          | 1300 m dlouhý             |
| 7  | Sedmimílový zlatý písek           | 七里金沙         | 3400 m          |                           |
| 8  | Bonsajová jezírka                 | 盆景池           | 3320 m          | 330 jezer                 |
| 9  | Zrcadlová jezera                  | 明镜倒映池       | 3400 m          | 180 jezer                 |
| 10 | Azalková jezera                   | 娑萝映彩池       | 3415 m          | 400 jezer                 |
| 11 | Nádherná jezera                   | 争艳池           | 3414 m          | 658 jezer                 |
| 12 | Chuanglungský prostřední klášter  | 黄龙中寺         |                 | 500 m2                    |
| 13 | Chuanglungský starobylý klášter   | 黄龙古寺         | 3568 m          |                           |
| 14 | Pestrobarevná jezera              | 五彩池           | 3576 m          | 693 jezer                 |